# 周舒 (官员)
周舒（1954年6月—），浙江温州人。中华人民共和国政治人物。

## 生平
1970年12月参加工作，1981年2月加入中国共产党。1977年3月，考入清华大学热能工程系汽车工程专业。毕业后供职于宁夏交通科研所，1984年，担任宁夏公路勘测设计院副院长。1999年1月，担任宁夏自治区交通厅副总工程师。2000年12月，担任自治区交通厅副厅长。2003年，担任宁夏自治区交通厅党组书记、厅长。2009年，担任宁夏自治区交通运输厅党委书记、厅长。2013年1月，升任宁夏自治区人大财政经济委员会主任。2017年11月，因涉嫌严重违纪，接受审查。